# Agnieszka Kowalska (piłkarka ręczna)
Agnieszka Kowalska; z. d. Kocela (ur. 17 stycznia 1988 w Jeleniej Górze) – polska piłkarka ręczna, skrzydłowa, od 2011 zawodniczka MKS-u Lublin.

## Kariera sportowa
W latach 2005–2011 występowała w klubie KPR Jelenia Góra (nosił on w tym okresie różne nazwy). W sezonie 2008/2009 zdobyła w jego barwach pięć goli w międzynarodowych rozgrywkach Challenge Cup. W sezonie 2010/2011 rozegrała w Superlidze 24 mecze, w których rzuciła 118 goli. W 2011 została zawodniczką MKS-u Lublin, z którym wywalczyła sześć razy mistrzostwo Polski (2013, 2014, 2015, 2016, 2018, 2019) i Puchar Polski (2012). W sezonach 2014/2015 i 2015/2016 zdobyła dla MKS-u Lublin 22 bramki w Lidze Mistrzyń. W 2019 została zawodniczką MKS Karkonosze Jelenia Góra.
Podczas mistrzostw Europy U-19 w Turcji (2007) rozegrała sześć meczów i zdobyła 20 bramek. Z reprezentacją Polski seniorek dwukrotnie uczestniczyła w mistrzostwach Europy (2014, 2016). W 2015 wystąpiła w mistrzostwach świata w Danii (4. miejsce), w których zdobyła 25 bramek w dziewięciu meczach.

## Sukcesy
MKS Lublin
- Mistrzostwo Polski: 2012/2013, 2013/2014, 2014/2015, 2015/2016, 2017/2018, 2018/2019
- Puchar Polski: 2011/2012

Reprezentacja Polski
- 4. miejsce w mistrzostwach świata: 2015